# Bergtjärnen (Bodums socken, Ångermanland)
Bergtjärnen är en sjö i Strömsunds kommun i Ångermanland och ingår i Ångermanälvens huvudavrinningsområde. Sjön har en area på 0,0503 kvadratkilometer och ligger 379,2 meter över havet.

## Delavrinningsområde
Bergtjärnen ingår i det delavrinningsområde (710110-154284) som SMHI kallar för Ovan None. Medelhöjden är 441 meter över havet och ytan är 10,75 kvadratkilometer. Det finns inga avrinningsområden uppströms utan avrinningsområdet är högsta punkten. Vattendraget som avvattnar avrinningsområdet har biflödesordning 5, vilket innebär att vattnet flödar genom totalt 5 vattendrag innan det når havet efter 199 kilometer. Avrinningsområdet består mestadels av skog (89 procent). Avrinningsområdet har 0,05 kvadratkilometer vattenytor vilket ger det en sjöprocent på 0,5 procent.